# Stefan Chabrowski
Stefan Jan Chabrowski (ur. 23 grudnia 1937 w Częstochowie, zm. 9 czerwca 2014 tamże) – polski artysta malarz, pejzażysta.

## Życiorys
Stefan Chabrowski urodził się 23 grudnia 1937 roku w Częstochowie. Studia odbył na Wydziale Malarstwa i Grafiki w Akademii Sztuk Pięknych w Krakowie, w pracowni prof. Jana Świderskiego i prof. Mieczysława Wejmana. Debiutował w 1963 roku w Galerii Boccacio w Rzymie. Początkowo zajął się tworzeniem dzieł abstrakcyjnych, jednak pod wpływem Jana Świderskiego, zajął się malarstwem realistycznym, a w szczególności pejzażem, który stał się jego specjalnością. Oprócz pejzaży malował martwe natury i portrety.
Poświęcono mu ponad 50 wystaw indywidualnych w Europie i USA, brał także udział w 180 wystawach zbiorowych. Od 1964 roku brał udział w konkursach i plenerach międzynarodowych, ogólnopolskich i okręgowych. Otrzymał 18 nagród m.in.: Srebrny Medal „Zasłużony Kulturze Gloria Artis” (2010), Złoty Medal Georgius Agrikola w Niemczech, wyróżnienia na Triennnale Rysunku we Wrocławiu. Trzykrotnie otrzymał stypendium Ministerstwa Kultury i Sztuki w latach 1968, 1981 i 1982.
Członek Związku Polskich Artystów Malarzy i Grafików (1984−1988) i Związku Polskich Artystów Plastyków, w latach 1974−1977 i 1980−1983 przewodniczył oddziału ZPAP w Częstochowie.
Zmarł 9 czerwca 2014 roku w Częstochowie. Został pochowany na cmentarzu św. Rocha.